# Dorfkirche Dannenwalde

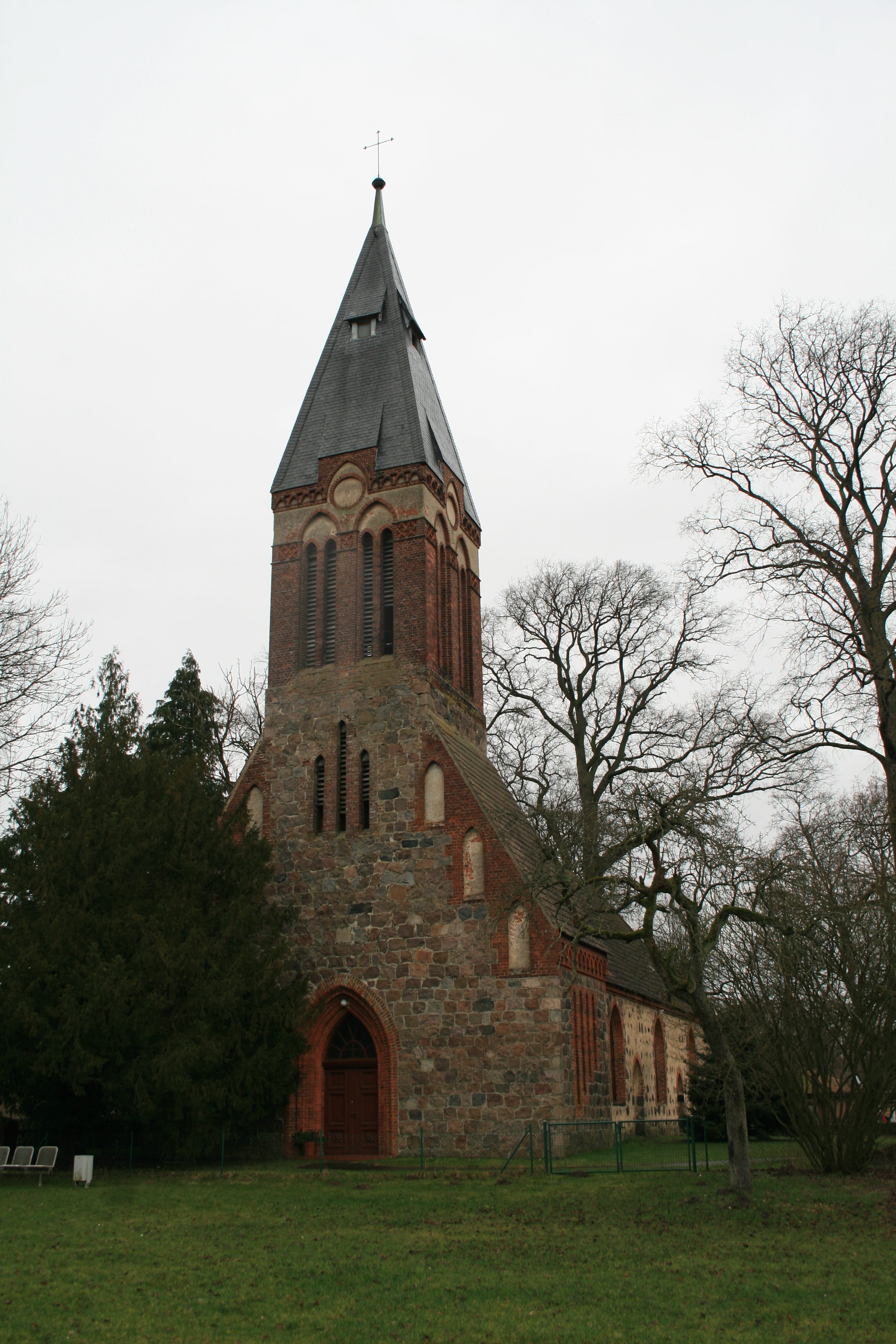
Dorfkirche Dannenwalde mit Eibe

Die evangelische, denkmalgeschützte Dorfkirche Dannenwalde steht in Dannenwalde, einem Ortsteil der Gemeinde Gumtow im Landkreis Prignitz in Brandenburg. Die Kirchengemeinde gehört zur Kirchengemeinde Luchleben im Kirchenkreis Prignitz der Evangelischen Kirche Berlin-Brandenburg-schlesische Oberlausitz.

## Beschreibung
Das gotische Langhaus wurde in der zweiten Hälfte des 14. Jahrhunderts gebaut, der neugotische Kirchturm im Westen um 1900, die beiden Stützpfeiler im Norden und Süden wurden später angebaut. Die Wände der Saalkirche bestehen aus Mischmauerwerk; die Gewände der Fenster des aus Feldsteinen errichteten Langhauses sind mit Backsteinen hergestellt. Das oberste Geschoss des Kirchturms, das hinter den Klangarkaden den Glockenstuhl mit der 1719 gegossenen Kirchenglocke beherbergt, ist aus Backsteinen gebaut. Darauf sitzt ein spitzer schiefergedeckter Helm. 
Der Innenraum des Langhauses ist mit einer Flachdecke auf einer Stütze in der Mitte überspannt. In den Prospekt der 1919 von den Gebrüdern Dinse auf der Empore im Westen gebauten Orgel wurde 2004 eine elektronische eingebaut.
Am Westgiebel befindet sich eine als Naturdenkmal geschützte Eibe.